# 슬러지 처리
슬러지 처리는 하폐수 처리 이후 나오는 슬러지를 처리하는 과정을 말한다.

## 슬러지 소화
슬러지 최종 처분을 용이하게 하기 위하여 슬러지 내 유기물을 분해하는 과정을 슬러지 소화라고 한다. 슬러지 소화는 호기성 소화와 혐기성 소화가 있다.

### 호기성 소화
호기성 미생물을 이용해 슬러지 소화를 하는 것을 호기성 소화라고 한다. 호기성 소화의 장점은 속도가 빠르고 효율이 높다는 점, 최초 시공비가 적다는 점, 수조 위쪽 물의 수질이 양호하는 점이 있다. 단점으로는 소화 슬러지의 탈수가 불량하다는 점이 있다.

### 혐기성 소화
혐기성 미생물을 이용해 슬러지 소화를 하는 것을 혐기성 소화라고 한다. 혐기성 소화의 장점은 슬러지 발생량이 적고, 부산물로 메탄(CH4)과 같은 유용한 가스를 얻을 수 있고, 병원균 사멸률이 높다는 점이 있다. 단점으로는 속도가 느리고, 효율이 낮다는 점이 있다.

## 함수율과 슬러지 부피의 관계
처리 전 함수율을 W1, 부피를 V1, 처리 후 함수율을 W2, 부피를 V2라 할 때, 이 인자들의 관계는 다음과 같다.
{\displaystyle {\frac {V_{1}}{V_{2}}}={\frac {100-W_{2}}{100-W_{1}}}}

## 같이 보기
- 활성슬러지 공법

## 참고 문헌
- 노재식, 한웅규, 정용욱 (2016). 《토목기사 대비 상하수도공학》. 한솔아카데미. ISBN 979-11-5656-234-4.